# Монахова, Александра Никитична
Александра Никитична Монахова (24 марта 1914 — 23 августа 1999) — передовик советского сельского хозяйства, директор государственного племенного завода «Коммунарка» Ленинского района Московской области, Герой Социалистического Труда (1971). Депутат Верховного Совета СССР 8-го созыва.

## Биография[1]
Родилась 24 марта 1914 года в городе Краснослободск ныне Республики Мордовия. Завершила обучение в Московской сельскохозяйственной академии имени К. А. Тимирязева, получила специальность агронома. В годы Великой Отечественной войны осталась вдовой, супруг погиб на фронте. Вступила в ряды КПСС. Стала работать секретарём Ленинского райкома КПСС Московской области, курировала и отвечала за сельское хозяйство района. В 1960 году по решению райкома партии была рекомендована и назначена на должность директора совхоза.
С 1960 по 1986 годы работала в должности директора совхоза. В 1961 году совхоз получил статус государственного племенного завода «Коммунарка» в посёлке Коммунарка Ленинского района Московской области (ныне — в составе Сосенского поселения Новомосковского административного округа города Москвы).
В 1960-е годы началась работа по специализации и развитию животноводства: стали реконструироваться фермы, начали улучшаться племенные качества стада, создавалась система производства и хранения кормов. На фермах была внедрена механическая дойка. За достигнутые успехи в развитии животноводства по итогам семилетнего плана (1959—1965) Александра Никитична была представлена к награде орденом Ленина. В 1970 году госплемзавод сдал государству 8210 тонн молока, что было на 13,3 % выше к показателям 1965 года.
«За выдающиеся успехи, достигнутые в развитии сельскохозяйственного производства и выполнении пятилетнего плана продажи государству продуктов животноводства» Указом Президиума Верховного Совета СССР от 8 апреля 1971 года А. Н. Монаховой было присвоено звание Героя Социалистического Труда с вручением ордена Ленина и золотой медали «Серп и Молот».
К началу 1980-х годов в хозяйстве поголовье крупного рогатого скота возросло до 9 тысяч, при этом коров было 4250 голов. Менее чем за 20 лет продажа молока государству возросла в 3 раза и составила около 20 тысяч тонн в год. За все 1970-е годы племзавод продал 5718 голов чистопородного скота, который разошёлся по всем сельхозпредприятиям Союза. В 1986 году вышла на пенсию.
Активно участвовала в общественно-политической жизни страны и области. Избиралась депутатом Верховного Совета СССР 8-го созыва. Также являлась делегатом XXIV съезда КПСС, была вице-президентом Общества советско-кубинской дружбы, а также членом Ленинского райкома КПСС.
Жила в Москве. Умерла 23 августа 1999 года. Урна с прахом покоится на Хованском кладбище.
Именем Александры Монаховой в 2013 году названа протяжённая улица, соединяющая районы Южное Бутово и Коммунарка.

## Награды
- Золотая звезда «Серп и Молот» (08.04.1971);
- два ордена Ленина (22.03.1966, 08.04.1971);
- орден Трудового Красного Знамени (06.09.1973);
- другие медали.

## Память
- В честь Героя Социалистического Труда в Москве, в посёлке Коммунарка названа одна из улиц[4].